# Joseph Weeks
Joseph Weeks (* 13. Februar 1773 in Warwick, Franklin County, Province of Massachusetts Bay; † 4. August 1845 in Winchester, New Hampshire) war ein US-amerikanischer Politiker. Zwischen 1835 und 1839 vertrat er den Bundesstaat New Hampshire im US-Repräsentantenhaus.

## Werdegang
Joseph Weeks besuchte die öffentlichen Schulen seiner Heimat. Nach einem Umzug nach Richmond in New Hampshire wurde er in der Landwirtschaft tätig. In seiner neuen Heimat begann er auch eine politische Laufbahn. Zwischen 1802 und 1822 war er Ratschreiber (Town Clerk) in Richmond; zwischen 1807 und 1834 war er mehrfach Abgeordneter im Repräsentantenhaus von New Hampshire. Zwischenzeitlich war er von 1823 bis 1827 beisitzender Richter an einem Berufungsgericht.
Nach der Neustrukturierung der politischen Parteien in den Vereinigten Staaten in den 1820er Jahren schloss sich Weeks der von Andrew Jackson gegründeten Demokratischen Partei an. Bei den Kongresswahlen des Jahres 1834, die staatsweit abgehalten wurden, wurde er für das fünfte Abgeordnetenmandat von New Hampshire in das US-Repräsentantenhaus in Washington, D.C. gewählt. Dort trat er am 4. März 1835 die Nachfolge von Henry Hubbard an. Nach einer Wiederwahl im Jahr 1836 konnte Weeks bis zum 3. März 1839 zwei zusammenhängende Legislaturperioden im Kongress absolvieren.
Nach seinem Ausscheiden aus dem Repräsentantenhaus ist Joseph Weeks politisch nicht mehr in Erscheinung getreten. Er starb am 4. August 1845 in Winchester. Weeks war der Großvater von Joseph W. Babcock (1850–1909), der zwischen 1893 und 1907 für Wisconsin im US-Repräsentantenhaus saß.